# Comuna de Kołczygłowy
Kołczygłowy (polaco: Gmina Kołczygłowy) é uma gminy (comuna) na Polónia, na voivodia de Pomerânia e no condado de Bytowski. A sede do condado é a cidade de Kołczygłowy.
De acordo com os censos de 2004, a comuna tem 4315 habitantes, com uma densidade 24,9 hab/km².

## Área
Estende-se por uma área de 173,34 km², incluindo:
- área agricola: 38%
- área florestal: 53%

## Demografia
Dados de 30 de Junho 2004:
|                      | Total   | Total | Mulheres | Mulheres | Homens  | Homens |
| -------------------- | ------- | ----- | -------- | -------- | ------- | ------ |
|                      | pessoas | %     | pessoas  | %        | pessoas | %      |
| População            | 4315    | 100   | 2143     | 49,7     | 2172    | 50,3   |
| Densidade (pop./km²) | 24,9    | 100   | 12,4     | 12,4     | 12,5    | 12,5   |

De acordo com dados de 2002, o rendimento médio per capita ascendia a 1541,69 zł.

## Comunas vizinhas
- Borzytuchom, Dębnica Kaszubska, Miastko, Trzebielino, Tuchomie